# 龍虎門
《龍虎門》是香港漫畫家黃玉郎的長篇連載武打漫畫作品，共有1,280期。該作品系列自1969年開始出版，原名《小流氓》，1975年自第99期起改名為《龍虎門》。2000年6月，黃玉郎將此作品重新改編，另以《新著龍虎門》為名出版，一般讀者稱原有作品為「舊著」。於2020年5月因版權費問題歸還文化傳信連載。黃玉郎另重新出《龍虎5世3世仇》和《英雄十八》，使用別名造型角色。 文化傳信将版權授於壹喜多媒體有限公司三年製作至2024年再由黃玉郎連載，1275期後重啟為《金著龍虎門》，故事從殲滅羅剎篇開始。

## 靈感來源
作者黃玉郎未成名的時候不時和一些香港黑社會會員接觸，黃看見雖然他們是黑社會，但平實地工作，沒有作奸犯科【來源?】。在聽他們講述黑社會的事跡時，黃忽然靈機一動，認為何不創造一群功夫了得、出身市井的低下層人物，專門鋤強扶弱、擊倒社會惡霸及黑社會。
至於名字方面，用「小」字為首，目的是給人一角們的造型頗像流氓，因而命名為《小流氓》。最早創作地區於灣仔。

## 漫畫更名
當年香港政府為關注包括公仔書等不良資訊在社會的回響，例如香港社會工作人員協會及香港教育專業人員協會為首的「公仔書研究小組」，決定訂立《不良刊物條例》。 《不良刊物條例》終於一九七五年八月十三日獲得三讀通過，並正式生效。黃玉郎在《小流氓》易名為《龍虎門》之際改變了作品重點，以避免社會反對及條例監管。
由於《小流氓》給人的感覺像黑社會作品，間接使黃玉郎想建立的鋤強扶弱感覺一直表現不到出來。有鑑於此，黃玉郎在99期以向日本出發為機會把書名改為《龍虎門》。

## 主要對手

### 香港
排名依漫畫期數順序：
- 大哥成
- 灣仔七虎
- 雌雄毒龍
- 飛天豹
- 柔道魔童－石黑龍
- 狼豹雙魔
- 柴灣四鱷
- 黑白無常
- 官塘十一邪
- 官塘三煞神
- 穿心太郎
- 毀容淫魔
- 筲箕灣五鬼
- 碎骨門主
- 慈雲山七鷹
- 沙田三豹
- 鬼鞭門主
- 泰拳雙魔
- 死神拳王
- 泰國三毒
- 血魔
- 九龍城六淫
- 元朗惡神
- 兇神惡煞
- 北角七羅漢
- 牛頭角四牛
- 長洲五惡獅
- 菲律賓魔棍門
- 結義堂
- 銅鑼灣六霸
- 油麻地十三龍
- 韓國邪拳魔王：即王海蛟
- 荃灣十五狼：其中老大大狼王即是羅剎教三煞星之首狼煞星
- 元朗金龍會

### 翻江蛟集團
- 翻江蛟：武功－九幽逆經邪功、赤煉鬼爪
- 丁霹：翻江蛟的叔父
- 丁靂：翻江蛟的叔父
- 五毒門主：越南外援
- 五昧法師：泰國外援
- 魔鬼螳螂 (唐萬仇)：自創魔鬼螳螂金剛鑽
- 醉魔 (唐恨)：丐幫叛徒，醉八魔

### 日本羅剎教
- 教主

1. 火雲邪神 (西城勇)：擁有不世梟雄霸主氣派的教主
2. 火雲邪神 (天武英明)：西城家族倒台後新接任的教主，武功深不可測，為人感情用事

- 內外專使

1. 奪命老妖 (毛利修宏)：日本爪法高手
2. 千變棍妖 (入江幸則)：棍痴徒弟
3. 瘋妖 (風如意)：日本丏幫幫主
4. 劍妖 (掛野吾郎)：於韓國學得陰世神劍的日本人
5. 飛妖 (山下哲男)：天武兄弟舅父
6. 刀妖 (赤屠龍)：日本霸宗刀流門主
7. 龍妖 (龍三郎)：日本鳴神流弟子
8. 文宗 (渡邊武)：日本關西山神會會長
9. 武宗 (宮本遼太郎)：日本二天一心流傳人

- 分區負責人

1. 狼煞星、猿煞星、蛇煞星
2. 天長老、地長老、人長老
3. 暴龍王、雄獅坦克、響尾蛇

- 內務專使直屬麾下

1. 大鬼、二鬼、三鬼、四鬼
2. 絕魂、絕恩、絕情、絕義
3. 血魔、修羅、無常、彊屍

- 外務專使直屬麾下

1. 金怪、木怪、水怪、火怪、土怪
2. 金奇、木奇、水奇、火奇、土奇
3. 魅怪、妖怪、鬼怪、笑怪、巨怪

- 暗殺部隊

1. 綠騎士、黑騎士、紅騎士、黃騎士、白騎士、藍騎士
2. 網星、牛星、蟲星、刀星、錘星、斧星
3. 勾魂旗主、追風旗主、鬼塜旗主

- 四大護法

1. 金羅漢 (木村武夫)：日本金剛流門主
2. 銀鷹 (加藤鷹)：日本詠春門門主
3. 銅獅王 (岡本猛)：身懷魔功的高手
4. 鐵龍：日本五形門門主
5. 金如來：日本如來島島主
6. 銀豹：越南殺手
7. 銅猩：印度殺手
8. 鐵貓：日本五形門長老
9. 金身菩薩 (沙加巴)：西藏花教教主
10. 蒼鷹：白蓮派入羅剎的臥底
11. 銅陀尊者：日本三葉寺僧人
12. 鐵屍王 (巫大)：苗族族長

- 密使

1. 白鷲 (石一夫)：教主親從
2. 黑鷹 (張莽)：中國劇團高手
3. 天武英杰：日本政壇天之驕子，平時不以真面目示人

- 外援

1. 天地尊者 (玄劫)：奇門三尊者
2. 乾坤尊者 (玄災)：奇門三尊者
3. 陰陽尊者 (玄難)：奇門三尊者
4. 黑煞獅王 (龐克)：獅吼門
5. 白眉獅王 (白之銘)：獅吼門
6. 大羅仙：武當三仙
7. 逍遙仙：武當三仙
8. 慈航仙：武當三仙
9. 刀痴：宇內三痴
10. 棍痴 (白昆)：宇內三痴
11. 逍遙客 (許奔雷)：逍遙派門人
12. 飛仙 (伊賀飛)：伊賀派門主
13. 刀仙 (甲賀一刀)：甲賀派門主
14. 星宿老仙：星宿派門主
15. 烈火祖師：越南聖火門門主
16. 密宗老魔：密宗黑教日本分部管理人
17. 密宗活佛：西藏密宗黑教教主
18. 狂僧：少林寺叛徒

- 羅剎元老

1. 老邪神 (西城望)：上任羅剎教教主
2. 哼仆：老邪神僕人
3. 哈仆：老邪神僕人
4. 青元老 (西城智)：西城望大哥
5. 紅元老 (西城力)：西城望二哥
6. 西城石：老邪神師傅
7. 天武雄霸：新老邪神
8. 象老 (荒木想)：天武十元老首領，邪神老師，軍獅、炎狼、雪熊、豬煞、沙駝陀、蜥魔、老毒物、九尾狐、火猿老都是其過往日軍同僚
9. 不見天日：天武雄霸忠心部下
10. 不死長生：天武雄霸忠心部下

#### 五大世家
五大世家首先是出現於明朝中葉的五位絕世武林高手，到了清朝康熙年間才建立五大世家的世系。當時的陳家傳人陳近南被奉為盟主。他本人極痛恨滿洲人的統治，他帶同其它世家先遠赴台灣投靠延平王府。繼續抵抗滿清。後來陳近南等人又潛返中原，創立天地會，積極進行反清覆明的行動。最後台灣接受清廷招降，被鄭家告密，五大世家被迫逃往扶桑，從此定居日本。
- 五大世家成員

1. 陳奪：陳家家主，五大世家盟主
2. 至尊毒王 (東方凌霄)：東方世家家主
3. 南宮一指 (南宮奇)：南宮世家家主
4. 神音蕭王 (西門蕭)：西門世家家主
5. 北海蛟龍：北海世家家主

### 韓國

#### 白蓮教
- 教主

1. 白蓮聖上 (東方無敵)：東方不凡之子。
2. 白蓮教主 (東方真龍)：洪定邦之孫，母親為白蓮教群主東方無雙，因洪爺的故執害死了真龍的父母，因此對爺爺洪爺充滿仇恨。後得前任月聖使帶走投靠白蓮三法王，悉心栽培，但三法王竟以其妺東方靈鳳牽制，致成長後誅殺三法王。東方無敵倒台後成為白蓮教新主，雄才偉略的他先收服主宰會天帝及通天新主鐵十三，還想收服意大利黑手黨。舊著結局中，因十陽白焰無法自控導致毀天滅地(因此產生了《新著龍虎門》世界)，到了續集重新解釋為範圍只限天壇大佛一帶，且只是製造亞空間而非大量毀滅，與龍虎雙皇對戰時被橫空的如來神掌偷襲，導致落敗且喪失記憶，被流氓下山豹所救，更因此與金霸王不打不相識。後再次遇上王小虎一戰中恢復記憶，並於偷襲白蓮教的黑手黨宣戰，因自知心臟遲早承受不了十陽功力，指定親妹靈鳳成為白蓮女帝，在其登基大典上與老祖宗(附身千歲鬼龍身上)再戰，一度畏死不敢去盡，最後克服死亡恐懼以十陽白焰擊殺老祖宗。眾人發現在這場戰役中同樣死去的下山豹心臟極為強韌，移植到真龍身上讓他活下去，同時實現他想回歸平凡的夢想，最後在臺灣九份與王小虎不期而遇，相見假裝不相識…
3. 白蓮女帝 (東方靈鳳)：東方真龍之妺。原只是受寵的小公主，在東方真龍往最終戰場前勤勉用功練武，性格轉為堅強起來，更大膽向石黑龍示愛。受兄長欽點，登基成為白蓮新教主。

- 內外專使

1. 日聖使 (金東耀)：無敵三兄妹舅父
2. 月聖使 (袁承仕)：東方無懼年代的功臣
3. 神聖使 (明法)：密宗紅教長老
4. 魔聖使 (魅魔)：古朝鮮劍契成員後人
5. 聖尊 (萬人敵)：前蔘幫幫主，總務，後升至副教主
6. 新日聖使 (日叟)：前蔘幫長老
7. 新月聖使 (月姥)：前蔘幫長老

- 三將軍

1. 毒將軍 (段天邪)：萬毒谷谷主
2. 鬼將軍 (安以媛)：韓國陰世教教主
3. 金將軍 (靈空)：前少林寺頭陀，自創金剛不壞神功
4. 鐵甲將軍 (全道鐵)：鐵布衫高手，擁有狼人血統
5. 神眼將軍：可感應對方來勢的中國高手
6. 毒蠍將軍：專研蠍子毒，配合一身邪功的韓國女殺手

- 分陀首領

1. 雷神 (雷鳴)，首爾分陀負責人，星宿派不記名弟子
2. 電神 (馮三)，濟州分陀負責人，天殛門弟子
3. 火神 (文泰)，釜山分陀負責人，電神表弟
4. 藥神 (明鏡大師，俗名閻銳)：白蓮總壇煉藥主管
5. 四靈未有成員登場

- 教主親從

1. 劍魔 (郝二雄)：火雲邪神親父
2. 獸魔 (東方守)：駐守猛獸林的半人獸
3. 海魔 (池海一)：海盜混世蛟龍義子
4. 蝠魔：嗜血韓國殺手
5. 大力神魔：由兩個侏儒兄弟合體而成的巨漢
6. 神散人 (進)：外號神弓，神弓門門主
7. 僧散人 (五藏)：外號神尼，海印寺尼姑
8. 鬼散人 (魏無邪)：外號血手，韓國殺手
9. 魘散人 (誰是我)：即羅剎教銀護法
10. 亂散人 (封侯)：外號青鋒，先祖為清代皇帝護劍
11. 乾坤散人 (鐵追風)：外號魔棍，伊魯山度徒弟

- 暗殺部隊

1. 勾魂、遊魂、凶魂、惡魂、奪魄、厲魄
2. 絕塵、絕緣、絕恩、絕情、絕義

- 白蓮元老

1. 金聖老 (金傲天)：東方無懼忠臣
2. 銀聖老 (銀飛)：崆峒派奇兵門弟子
3. 銅聖老 (鐵中銅)：銅風寨寨主
4. 鐵聖老 (鐵中鐵)：銅聖老親弟
5. 金輪法王 (尼瑪多傑)：密宗黃教長老
6. 銀錂法王 (李銀錂)：李蓮英門下小太監並收為義子
7. 青銅法王 (陶清銅)：東方無懼忠臣

- 天子峯禁衛軍

1. 東衛：南少林金剛
2. 南衛：北少林弟子
3. 西衛：密宗紅教弟子
4. 北衛：崆峒派追魂門門主
5. 左法王 (摩尼陀)：真龍摯友
6. 右法王 (鬼叟)：湘西殺手
7. 九陽劍童：共九人，可組成九陽劍陣

- 外援

1. 暴力王：韓國武者
2. 無名神僧：東方無忌師傅
3. 電王 (刁大雄)：電神師傅
4. 三大銅魔：銅聖老師傅

- 家族成員

1. 南王 (東方無忌)：無敵二哥，師承天龍寺無名神僧
2. 君主 (東方無雙)：真龍及靈鳳親母
3. 東宮娘娘 (塗冰)：無敵妻子
4. 國舅 (塗龍)：外號腿怪，無敵外父
5. 公主 (東方雪蓮)：塗冰女兒
6. 東方不弱：無敵表弟，傀儡
7. 胡媚：前教主東方無懼情婦，王小虎親母

### 蔘幫
- 幫主

1. 蔘聖 (金霸天)：蔘幫幫主
2. 金雕：蔘幫少幫主

- 教衆

1. 酒精 (胡謀)：蔘聖首徒
2. 卜精 (朴正勳)：蔘聖次徒
3. 病精：蔘聖三徒
4. 賭精：蔘聖末徒
5. 狐妖 (胡琴)：蔘幫護法，酒精女兒
6. 熊妖 (洪巨霸)：蔘幫護法
7. 牛妖 (李亞牛)：蔘幫護法
8. 豬妖 (朱八)：蔘幫護法
9. 犬妖 (馮坤)：蔘幫護法

### 泰國

#### 通天教
- 教主

1. 老天尊 (鐵萬豪)：通天前任老教主，尊稱鐵令公
2. 文殊天尊 (鐵五郎)：通天教主
3. 女媧天尊 (鐵冰)：老天尊女兒，與卓星共同管理通天教
4. 軒轅天尊 (鐵十三)：東方真龍時期的通天教主

- 兵部

1. 四龍元帥 (鐵四郎)：老天尊四子，軒轅驚天訣達二十五層天。(麾下:虎威將軍、惡豹將軍，無怯先鋒、無畏先鋒)（參考舊著608期）
2. 赤鵰：金佛寺僧人
3. 鎮天元帥 (鎮天罡)：幽冥會
4. 彭雷：越共將軍
5. 穹蒼：鐵十三親信
6. 鐵閻王：老天尊年代的兵部元帥

- 刑部

1. 二郎神 (鐵二郎)：老天尊二子，活閻王徒弟 (麾下:魔禮紅、魔禮海、魔禮壽、魔禮青、哪咤、雷震子和天音女。愛犬巨獒吼天犬)（參考舊著671期）
2. 神捕犬衙：幽冥會
3. 荊百：鳳奪天派去通天的臥底
4. 活閻王：老天尊年代的刑部總管，二郎神師傅 (麾下:大兇、兇魃、兇魘)

- 禮部

1. 安逸侯 (鐵三郎)：老天尊三子，在通天聖祖指導下練到三十三層天。後被陳傲雲毒殺 （參考舊著776期）
2. 陳傲雲：日本五大世家，隨狐姬加入通天教
3. 柳靈：幻陰魔譜傳人
4. 毒姥：蘭花夫人師傅
5. 赤閻王：老天尊年代的禮部總管

- 吏部

1. 白骨丞相：老天尊年代的通天丞相 (麾下:炮先鋒、無形先鋒、狼先鋒、急先鋒、東門天將和西門天將)
2. 龍貫天：道經傳人，曾是白俊的師父，背叛了廣法堂
3. 卓星：逍遙派少門主，利欲勳心加入通天教

- 工部

1. 卓不凡：玄天教都靈上人徒弟
2. 萬無疆：修練鍛骨邪功的妖人

- 戶部

1. 雷勁：老天尊故友之子
2. 無戒：精通玄空掌，能以妖光惑人
3. 金不煥：幽冥會

- 通天元老

1. 通天聖祖 (陶三絕)：老天尊師傅
2. 腥風刀煞：三煞神
3. 紫煙毒煞：三煞神
4. 千手色煞：三煞神
5. 金聖 (金赤)：通天聖老
6. 銀聖 (白銀麟)：通天聖老
7. 銅聖 (嚴鏡銅)：通天聖老
8. 小金聖 (金剛兒)：金聖兒子
9. 小銀聖 (白若雪)：銀聖兒子
10. 小銅聖 (嚴武)：銅聖兒子
11. 聖女 (金蓮)：金聖女兒
12. 都勝上人：玄天教長老，玄天左使
13. 都逸上人：玄天教長老，玄天右使

### 元始門
- 門主

1. 不敗戰神 (蚩尤)：亦正亦邪的泰國海盜
2. 海姫：現任元始副門主
3. 金剛：代門主

- 內外務特使 雙使

1. 火狐：左使，一昩真火指
2. 翼龍：右使，不敗訣碎骨爪
3. 北海 (嚴滔)：新左使，被通天教迫害，避世於菲律賓沉淪毒海
4. 碎嶽 (衛東)：新右使
5. 死神拳皇 (差耶)：泰國拳擊界第一打手

- 分陀首領

1. 蠻青龍：龍形天罡氣、小乾坤凝氣訣
2. 戎朱雀：金縷銀衣奇功
3. 夷白虎：醉酒訣、醉猴拳
4. 狄魯狂：盤古天殛震
5. 穿山甲：強行修練十魔歸元失控而死
6. 老淫蟲 (屠萬女)：前六月初四高層
7. 膝王 (柏加)：泰美混血，膝技一絕

- 元始海盜

1. 黑鯊王、赤鯨、虎鯊
2. 天鉤老妖、玄網惡妖、鬼叉地妖

- 元始長老

1. 冥祿仙叟：北島三仙，封神經典八仙道
2. 折福仙翁：北島三仙，封神經典煉氣道
3. 夭壽姥仙：北島三仙，封神經典仙兵道，駐顏有術

- 呼延家族

1. 毒皇 (呼延千秋)：其生意雄占整個泰國毒品市場，毒功僅次「萬毒心經」，白蛇劍持有者，後成為蚩尤的合作夥伴
2. 呼延慶：呼延千秋四子，廢物

### 廣法堂
- 堂主

1. 白無涯：廣法堂主
2. 白俊：廣法少堂主，白無悔兒子

- 組長

1. 鐵膽熊：廣法明組組長
2. 飛天鼠：廣法暗組組長

### 尼泊爾主宰會
- 高層

1. 天帝 (蘇雷什·戈沙爾)：主宰會最高領導人
2. 智尊：左先知
3. 武尊：右先知
4. 書諾華：美洲巨龍
5. 陸艷萍：美洲執行董事
6. 里康：歐洲巨龍
7. 撒歌：澳洲巨龍
8. 甘敵：非洲巨龍
9. 狂龍：亞洲特使
10. 紅狼：美洲特使
11. 青電：澳洲特使
12. 暴軍：歐洲特使
13. 轟天：非洲特使

- 手下

1. 殺人機器鐵血、奪命魔鬼東尼：書諾華手下
2. 風煞、雷煞：里康門下
3. 麥斯、麥爾：撒歌手下
4. 泰烈、希斯、巴治、阿里：甘敵手下
5. 紅番：紅狼手下
6. 銀鵰、喪豹：轟天手下

### 尼泊爾巨龍幫
- 高層

1. 卓峯：巨龍幫幫主，前主宰會亞洲巨龍
2. 李斯伯爵：巨龍幫六月初四行政長
3. 病魔 (皇甫溢)：以針炙進行實驗，不死戰士執行官
4. 一絕 (武冠絕)：六月初四暗殺部隊之首
5. 狂殺 (殺無赦)：嗜殺如狂
6. 狂戰 (戰千夫)：好戰如狂
7. 淫神 (莫札特)：德中混血小提琴手
8. 老淫蟲 (屠萬女)：改投元始門
9. 淫娃 (人可夫)：全無道德可言的女子
10. 腐屍 (閻萬金)：清末秀才，把自己煉成古屍
11. 老而不：表面是衰弱的老人家
12. 魔羯星君：十二星君之首

- 手下

1. 龍拔、龍山、龍舉、龍鼎：龍氏四兄弟
2. 意殘、心殘、腦殘、肢殘：淫神手下
3. 老尚風、老頑童、老不死、老頑固：老而不親弟
4. 乾屍、陰屍、蟲屍、子屍、母屍：腐屍手下
5. 銅腳、銀手、狼牙、鐵鉤、金指、劍伯、針兒：狂戰手下
6. 水瓶星君、雙魚星君、白羊星君、金牛星君、陰陽星君、巨蟹星君、獅子星君、天秤星君、雙女星君、天蠍星君、人馬星君：魔羯星君手下

- 拜日教

1. 火鳳 (陽火鳳)：拜日教教主
2. 麒麟：拜日教高層
3. 靈龜：拜日教高層
4. 天蝠：拜日教高層
5. 行政長老、立法長老、施法長老：拜日教元老
6. 流雲左使：拜日教猛將
7. 天星右使：拜日教猛將

### 蜀山魔神族
- 家族

1. 大魔神：魔神族主，以海姬的肉體重生
2. 陰陽王子：魔族大王子 (從未登場)
3. 烈火王子：魔族二王子，附身西藏七殺教大祭司
4. 萬獸王子：魔族三王子 (從未登場)
5. 鐵王子：魔族四王子，附身天帝反遭吞噬
6. 雷電王子：魔族五王子，附身白菩薩族族長唐煉火
7. 毒王子：魔族六王子，附身黑菩薩族族長黑剎王
8. 白骨王子：魔族七王子，附身光頭星

（摘自龍虎門901-1000期，1027期）

### 梵蒂岡西方正教
- 高層

1. 總樞機主教 (迪西連)：正教領導人物，練兒師傅
2. 信尼：正教首席大教士，狂龍師父
3. 練兒：歐洲區正教傳教士
4. 狂龍：亞洲區正教傳教士，臥底

- 手下

1. 偉力：正教教徒
2. 泰力：正教教徒

### 意大利黑手黨
- 高層

1. 若瑟大亨 (若瑟.柯裡昂)：黑手黨最高領導人
2. 東方橫空：若瑟大亨義子，東方無忌兒子
3. 練風雷：東方橫空師傅，老祖宗兒子
4. 影子公爵 (諸葛神武)：韓國東聖島島主，玄武門門主
5. 銳劍 (奧雲.奧比奇)：歐洲區教父
6. 神劍老人 (贏萬湛)：奧雲師傅，若瑟大亨護法，秦皇金劍持有者
7. 殺人王 (格雷科)：若瑟大亨護法
8. 蛟龍 (翻江蛟)：亞洲區教父
9. 千歲鬼龍 (吳文軒)：翻江蛟師傅

- 手下

1. 死亡：殺人王手下
2. 索命：殺人王手下
3. 害蟲：翻江蛟親信
4. 海壽翁：翻江蛟麾下
5. 白屍娘子：翻江蛟麾下
6. 長尺 (馮大)：翻江蛟麾下
7. 金剪 (馮二)：翻江蛟麾下
8. 針線 (馮三)：翻江蛟麾下
9. 轟天豹：翻江蛟麾下
10. 神王 (宙斯)：橫空麾下守護神兼親信
11. 戰神 (雷奧)：橫空麾下守護神
12. 冥神 (黑日)：橫空麾下守護神
13. 海神 (洛斯)：橫空麾下守護神
14. 火神 (焚天)：橫空麾下守護神

### 北太極國
- 高層

1. 鐵萬山：北太極國總統
2. 黑心老祖：北太極國國師，六星堂聖主
3. 忠星 (朴忠勛)：北太極國六星堂堂主
4. 病星 (宋去病)：北太極國六星堂副堂主
5. 鐵存孝：北太極國軍政部部長
6. 瘋魔：北太極國軍政部侍衛長
7. 涅槃妖僧：鐵存孝師傅
8. 鐵存悌：北太極國工農部部長
9. 鐵存忠：北太極國內庭部部長
10. 鐵存信：北太極國財政部部長
11. 鐵存義：鐵萬山幺子，後成為叛軍首領

- 手下

1. 風使、雷龍：鐵萬山手下
2. 勁刀、殲滅先鋒：黑心老祖手下
3. 貧星、天熊星、飛芒星、妖珠星：六星堂成員
4. 飛狐、斷頭、長人、豬八、熊臂：軍政部士兵
5. 狗手、狗腿、狗爪：鐵存信手下
6. 昊日 (齊森將軍)：鐵存義手下，叛軍第二號人物
7. 神卦 (藍勇)：鐵存義手下，叛軍第三號人物
8. 烈焰 (金大雷)：鐵存義手下，叛軍第四號人物

- 鐵家家人

1. 鐵重仁：鐵存孝長子
2. 鐵重義：鐵存孝次子
3. 鐵國福：鐵存悌兒子
4. 鐵國歡：鐵存悌女兒
5. 佟康：黑心老祖兒子，鐵存孝乾兒子

(摘自龍虎門1001-1100期)

### 南帝國
由1108期起。
- 高層

1. 青帝 (岳天)：南極國元首，青冥殘闕持有者
2. 赤霸 (岳軍)：南帝國內務總理大臣
3. 外不群：南帝國外務大臣
4. 南太子 (岳南)：南帝國未來統治者
5. 岳霆鋒：南帝國三軍統帥
6. 荊十狂：南帝國元首府刑部部長

- 其他

1. 狂王 (耶律齊)：西藏七剎教少主
2. 天機上人 (岳雲)：岳霆鋒姪兒兼徒弟
3. 百巫：南帝國地下組織獨尊教首領，直屬青帝
4. 青狼、黑豹、白虎、紅獅：獨尊教教徒

- 振華武館

1. 洪建邦：振華武館館主，東方真龍親生爺爺
2. 雷過：振華武館南拳教練
3. 步風：振華武館北腿教練

(摘自龍虎門1101-1200期)

### 美國焚天教
- 高層

1. 鐵橋 (薛萬山)：美國華僑，焚天教教主
2. 鐵焰 (布二)：原名布魯斯.賓恩，焚天教副教主
3. 薜飛：焚天教少主，活神仙徒弟

- 四天王

1. 掌王 (納蘭武)：華裔美國人
2. 腿王 (石壯):華裔美國人
3. 力王 (艾力):美國人
4. 拳王 (韋森)：非裔美國人

### 尼泊爾青狼族
- 高層

1. 虎魂：青狼族族長，虎菁蘭及虎山行父親
2. 紅琥珀 (紅石英)：七旗中最強，紅旗主，小火子 (紅尚火)父親
3. 金鋼鉆：橙旗主
4. 翠珊瑚：綠旗主
5. 海琥珀：藍旗主
6. 紫羅蘭：紫旗主
7. 黑璲石：黑旗主
8. 白珍珠：白旗主

### 其它
| 角色稱號    | 原名          | 武功 | 備註 |
| 天下無敵    | 老祖宗 (練斌) | 九死邪功 萬毒心經 (殺了毒王子後吸收合並了毒王子的生毒) 穹蒼寶鑒 吸星訣 飛升訣 成仙秘冊 | 年幼身份即醉拳裡的小劍仙(但與醉拳設定有出入，只能視為同名設定類似的絕代狂人)，天下第一高手，武功天下無敵，招式繁多包括：御劍飛行、武當絕學、輕如柳絮隨風訣、九死白骨爪、萬毒劍芒、穹蒼劍指、誅神一式-折骨破、射日神箭、降龍十八腿。擁有神兵：斷腸劍、殺神劍.死神劍.萬毒死神.震乾坤.神兵-無敵兇器 (成功飛升時所用神兵) 。為人心狠手辣，追求飛升成仙與死去的娃娃重聚。在百歲之時巧遇陳傲雲並收為徒，授予萬毒心經。為達返老還童，殺害石黑龍之妻銀鈴，取胎成為人神共憤的魔頭。與龍虎門世界中正邪兩道多次大戰，屢屢得勝，最後覺悟飛升的真相甘願被新一代白蓮教主東方真龍砍下人頭。舊著中示範和啟發了王小虎練就孤星煞腿。在續集中，被千歲鬼龍的鬼打邪功召喚，附身在他身上重臨人間，在東方靈鳳登基大典上力壓龍虎群英，最後被東方真龍克服死亡恐懼發動十陽白焰，連同千歲鬼龍的身軀一起 0轟至灰飛湮滅，再次回到虛無。有一子練風雷，繼承老祖宗的所有武功和喜怒無常性格，連裝扮都極似年輕版老祖宗(小劍仙)。 |
| 帶刀者 刀神 | 石垣          | 滅神心訣 滅神刀法 御刀飛行 以氣御刀 人刀合一 絕世刀光(可殺人亦能救人的奇招) 浮光掠影(輕功) 滅神一刀 滅神四式_惡龍捲,滅神破魔,萬物俱亡,三昧真火鑽 天下無敵小劍仙版本: 滅神三式(斬絕人寰、滅地分疆斬、碎天斬) | 世代負責除魔的高手，年輕時與老祖宗有過一段因怨。在龍虎門外傳東方真龍中有出現，因十陽白焰擾亂天地秩序，得以重歸大地。 |
| 劍神        | 程劍          | 軒轅驚天訣 | 神劍門門主程蓋天首席弟子，劍法早已超出師門，後來修練通天教的內功後，成為天下第二。 |
|             | 鳳奪天        | 乾坤凝氣訣 | 前六合門弟子，後來脫離到泰國定居。精通各種武藝，在老祖宗幫忙下成為天下第三。 |
|             | 白魔          | 元嬰奇毒 | 越南飛昇者。 |
| 天武者      | 西川武藏      | 真空我道 三分半刀流 | 日本飛昇者，手持天皇刀，日軍侵華將領，日本刀客三分半刀流第十三代掌門石川建二的徒弟，功力已達神道境界。 |
|             | 雪狼          | 虛空破碎 | 蒙古飛昇者。 |

## 篇章
- 小流氓篇：1-85期
- 羅刹教篇I：86-343期
- 白蓮教篇：344-478期
- 羅刹教篇II：479-566期
- 通天教篇I：567-832期
- 通天教篇II：833-920期
- 主宰會篇：921-1026期
- 大魔神篇：1027-1061期
- 南北太極國篇：1062-1169期
  - 斬虎屠龍篇：1109-1121期
  - 與天比高篇：1122-1137期
  - 老祖宗回歸篇：1138-1140期
  - 新白蓮教篇：1141-1157期
  - 北太極國皇城篇：1158-1166期
- 新羅刹白蓮篇：1170-1280期
  - 戰神蚩尤回歸及白蓮內亂篇：1167-1181期
  - 老祖宗末日篇：1182-1190期
  - 新羅剎教篇：1191-1227期
  - 攻打白蓮教篇：1228-1280期

## 小知識
- 四小將的本名分別是：（出自龍虎門281期讀者信箱）
  - 光頭星：陳星
  - 黑仔傑：祁文傑
  - 獨眼龍：杜大龍
  - 四眼明：張立明
- 王小虎之母“媚娘”的娘家姓「胡」。（出自龍虎門291期）

## 相關作品／外傳
- 《龍虎門新傳》（1979年，黃玉郎／張萬有合編，共46期，重新撰寫《小流氓》）
- 《龍虎門》（1979年電影）
- 《黑龍》（1996年，曹志豪主編，共11期）
- 《黑龍傳奇》（1996年，胡紹權主編，共1期）
- 《龍虎風暴》（1997年，龐重輝主編，共11期）
- 《新著龍虎門》（2000-2024年，共1275期）
- 《龍虎門》（2006年電影）
- 《新著龍虎門外傳 東方真龍》（2014年5月－2015年9月，黃玉郎主編，共66期，舊著龍虎門之續集）
- 《龍虎門外傳慈雲山七鷹》（2020年10月－12月，牛佬主編，共8期，重新撰寫《小流氓》慈雲山七鷹篇）
- 《龍虎門Z》（2020年至今，許景琛主編）
- 《勇闖羅刹堡》（2024年，龐重輝主編，共1期，重新撰寫《小流氓》第91期）
- 《金著龍虎門》（2024年至今）

## 評價和影響
《小流氓》是1970年代香港相當受歡迎的漫畫，但亦為香港社會帶來非常嚴重的社會問題。故事對暴力極力渲染，把對方「打爆」、打死都是等閒之事，亦宣揚以暴易暴，忽視了黑社會進佔社區及學校所帶來的種種問題。另一方面，當時有不少小學生閱讀過這本漫畫之後，利用3位主角對付壞人的方法來對付家人或同學。這些行為包括：逼人飲尿、把對方的頭塞進馬桶內之類。當時的著名兒童文學作家何紫就把這些故事記載在他於《華僑日報》的專欄內。這些故事，日後亦被編收入《40兒童小說集》這本書。